# 야스이 산테쓰
야스이 산테쓰(일본어: 安井 算哲: 1590년-1652년 2월 18일)는 에도 시대의 바둑기사다. 본명은 로쿠조(六蔵). 에도 막부에 봉록을 받고 가원을 하여 야스이가의 시조가 되었다. 아들인 야스이 산테츠 2세(시부카와 하루미)와 구분하여 고 산테쓰(古算哲)라고도 한다.
1590년(덴쇼 18년) 야스이 주에몬 무네오사의 차남으로 태어났다. 어렸을 때부터 바둑을 배워 혼인보 산사의 제자가 되었다고 전해진다.
11세 때인 1600년(게이초 5년), 사카키바라 야스마사를 통해 도쿠가와 이에야스의 부름을 받아 후시미성으로 갔다. 슨푸에서 바둑상대를 역임하고 혼인보 산사, 하야시 린겐 등과 함께 기회에 초청되었다. 1608년(게이초 13년) 삭발을 하고 "산테쓰"라는 이름을 자칭한다.
1612년(게이초 17년) 도세키의 50석에 더해 30석의 봉록을 받았다. 오사카 전투 당시 숙부인 야스이 도톤이 도요토미측에 섰지만, 부친 무네오사와 다른 숙부 사다키치는 산테쓰에 의해 도쿠가와측에 섰다. 이후 교토에 머물면서 매년 3월에 산사 등과 함께 에도를 찾았다. 1626년(간에이 3년) 니조성에서 도쿠가와 히데타다가 지켜보는 앞에서 나카무라 도세키와 대국하여 승리했다. 그전에도 어전대국이 없지 않았지만, 이 대국이 어성기의 시작이라고 알려져 있다. 도세키가 사망한 뒤인 1644년(쇼호 원년), 사사봉행이 도세키의 후계 기타중두령(碁打衆頭領)을 누구로 할 것인지 혼인보 산에쓰, 이노우에 겐카쿠이치세키, 야스이 산테쓰에게 평의하도록 했다. 산테쓰는 자천했으나 받아들여지지 않았고, 산에쓰와 이치세키는 사퇴했기 때문에 공석으로 남겨졌다.
친자식이 없었기 때문에 문하생 야스이 산치를 양자로 삼아 가독을 주었다. 그러다 늦게 친자식을 두 명 보았다. 장남 산테쓰는 시부카와가에 입양가서 시부카와 하루미가 되었고, 차남 간사에몬은 나이토씨의 가신이 되었다. 삼남 지테쓰는 산치의 뒤를 이어 야스이 3세가 되었다.
1652년 2월 18일(게이안 5년 음력 1월 9일) 교토에서 사망. 법호는 정철원소원(正哲院紹元).

## 참고 자료
- 安藤如意、渡辺英夫『坐隠談叢』新樹社 1955年
- 林元美著・林裕校注『爛柯堂棋話』平凡社 1978年